# Bílá Třemešná
Bílá Třemešná là một làng thuộc huyện Trutnov, vùng Královéhradecký, Cộng hòa Séc.